# Força (Star Wars)
A Força é um campo de energia metafísico e onipresente que faz parte do universo ficcional da franquia Star Wars criado por George Lucas, mencionado desde o primeiro filme da série em 1977, ela é parte integrante de todas as encarnações subsequentes de Star Wars, incluindo o universo expandido de histórias em quadrinhos, romances e, jogos eletrônicos. Uma energia produzida pelos seres e que mantém a galáxia unida.
Dentro da franquia, a Força é um campo metafísico capaz de dar poderes aos seres vivos que são sensíveis a ela. Os maiores praticantes da Força na saga são as ordens monásticas Jedi e Sith. No Universo Expandido, organizações menores ao redor da galáxia (como as Bruxas de Dathomir) utilizam a Força, embora de maneira diferente em relação ao modo como os Jedi e Sith a utilizam.

## Definição
"[..] Aliada minha é a Força, e poderosa aliada é; a vida cria, crescer ela faz, é a energia que cerca nós e liga nós.." - Mestre Yoda
A Força é descrita por Obi Wan Kenobi no primeiro filme da série como "um campo de energia criado por todas as coisas vivas: ela nos cerca, nos penetra; mantém a galáxia unida". No cânone de Star Wars, a Força tem dois aspectos: a Força Viva, que é a energia de todos os seres vivos, e a Força Cósmica, que mantém a galáxia unida, que comunica-se com os indivíduos através dos midi-chlorians; que são organismos microscópicos que vivem nas células de todas as coisas vivas. O que determina a sensibilidade de um ser para a Força, é a quantidade de midi-chlorians que ele tem em seu sangue. Assim o Jedi que tem a forte conexão com a Força Viva, são capazes de manter sua consciência viva após a morte.

"Toda energia da Força Viva, de todas as coisas vivas que tenham existido, alimenta a Força Cósmica, ligando tudo e se comunicando conosco através dos midi-chlorians. Por causa disto, eu posso falar com você agora".

Espírito de Qui-Gon Jinn em Clone Wars

## Classificação
A Força Viva é influenciada por emoções dos seres vivos, assim esta possui dois aspectos: Luz e Trevas, que estão relacionados com as atitudes morais dos seres; onde a Luz é caracterizada pela compaixão, bondade, altruísmo, humildade; ja o lado sombrio é caracterizado por ódio, raiva, maldade e ganância. Na filosofia Jedi, a Força é a luz, ou seja: é serena e equilibrada. O lado sombrio abala este equilíbrio com sentimentos negativos. Por isto, os Jedi dizem que pertencem ao "lado luminoso da Força".

### Filosofia Jedi
Não há emoção; há paz.
Não há ignorância; há conhecimento.
Não há paixão; há serenidade.
Não há caos; há harmonia.
Não há morte; há a Força.

### Filosofia Sith
Paz é uma mentira, só existe paixão.
Através da paixão, ganho força.
Através da força, ganho poder.
Através do poder, ganho a vitória.
Através da vitória, minhas correntes se rompem.
A Força me libertará."

## Habilidades concedidas
Qualquer ser vivo que aprenda a manipular a Força, ganha vários poderes/habilidades extraordinários de natureza paranormal, como:
- O aumento dos atributos físicos;
- Habilidades telepáticas (como visões precognitivas e controle/sugestão mental);
- Empatia com outros atuantes da Força;
- Telecinese (como disparos de pulsos de energia telecinéticos, ou de fato a movimentação de objetos);
- Maior resistência;
- Velocidade e agilidade melhoradas;
- Habilidades de cura;
- Poder elétrico (disponível para os Sith) e outros métodos não mencionados.
- Capacidade de estrangular pessoas (geralmente usado mais pelos Sith).
- Faro, tendo o olfato mais aguçado.
- Combustão (disponível para os Jedi)
- Projeção para lugares distantes
- Influência na vontade dos soldados em batalha
- Guia de ações, energia com vontade própria que indica o caminho

## Simulação de brinquedo
Em 2009, a empresa estadunidense Uncle Milton Industries lançou o brinquedo Star Wars Force Trainer. Ele usa um eletroencefalograma em conjunto com um jato de ar para permitir que o usuário levite uma bola, concentrando-se.

## Origem
A Força é semelhante aos princípios filosóficos e religiosos existentes, é relacionada aos conceitos como: Ki (ou "chi" nos países orientais); Prana (Índia); Mana (Polinésia), e; outras tradições que acreditam na energia espiritual existe no universo.
Como no taoismo, o foco principal de Star Wars é baseado na ideia do Yin e Yang, as forças que mantêm o universo em equilíbrio,  apresentado na filosofia do balanceamento da Força. Como no islamismo, a serenidade uma das virtudes dos cinco pilares, apresentado no modo Jedi de ser e, também no Templo Jedi que é formado por cinco pináculos/torres.